# Serrat del Fumàs
El Serrat del Fumàs és una serra situada al municipi de la Vall d'en Bas a la comarca de la Garrotxa, amb una elevació màxima de 1.195 metres.